# Leskia aurifrons
Leskia aurifrons là một loài ruồi trong họ Tachinidae.